# Ха-Зореа
Ха-Зореа (ивр. הַזּוֹרֵעַ‎, дословно — «сеятель», название дано в честь соседнего Тель-Зарика, ивр. תל זריק‎) — кибуц на севере Израиля, основанный в 1936 году немецкими евреями. Это единственный кибуц, основанный членами движения Верклейте. Расположен на западной окраине Изреельской долины, находится под юрисдикцией регионального совета Мегиддо. В 2022 году его население составляло 930 человек.
Рядом с кибуцом расположены археологические памятники.
Пещера Эйн-Хашрат, которая расположена рядом с источником Эйн-Ами (מעיין אמי), использовалась для захоронений. К востоку от пещеры находится древнее поселение Тель-Кири, где были найдены останки эпохи неолита, энеолита, средней и поздней бронзы и железного века.
В киббуце находится музей Искусства и востоковедения Израиля Уилфирда, основанный Уилфридом Израилем, построенный архитекторами Альфредом Мансфельдом и Мунио Вайнрауб.
В 2013 году было принято решение о приватизации кибуца.